# Ajax (Schiff, 1935)
HMS Ajax war ein britischer Leichter Kreuzer der Leander-Klasse während des Zweiten Weltkriegs. Sie wurde vor allem durch das Gefecht mit dem deutschen Panzerschiff Admiral Graf Spee bekannt.

Für seine Einsätze im Zweiten Weltkrieg  wurde der Kreuzer mit den Battle Honours River Plate 1939, Mediterranean 1940/41, Matapan 1941, Greece 1941, Crete 1941, Malta Convoys 1941, Aegean 1944, Normandy 1944 und South France 1944 ausgezeichnet.

## Vor dem Krieg
Als fünftes und letztes Schiff seiner Klasse entstand die Ajax unter der BauNr. 682 auf der Vickers Werft in Barrow-in-Furness gebaut. Die Kiellegung war am 7. Februar 1933, der Stapellauf fand am 1. März 1934 statt. Nach Abschluss der Bauarbeiten am 12. April 1935, wurde die Ajax auf der North America and West Indies Squadron eingesetzt. 1937 erfolgte ein Einsatz gegen die im Rahmen der Oilfield Riots rebellierenden Arbeiter bei Pointe-à-Pierre auf Südtrinidad.
Die Ajax war Frühjahr 1939 in Chile, um den Opfern des Erdbebens in Concepción zu helfen.
Ab Mai 1939 war der Kreuzer als Teil der South American Division im Südatlantik eingesetzt. Der ebenfalls in dieser Division eingesetzte Schwere Kreuzer Exeter hatte im August 1939 die Station verlassen, um in der Heimat große Teile der Besatzung auszutauschen und notwendige Reparaturen durchzuführen. Schon bevor der Weltkrieg ausbrach, hatte Exeter ihre Überholungen abgebrochen und Freetown erreicht, der Schwere Kreuzer Cumberland der Reserve sollte das Geschwader verstärken und Ajax’ Schwesterschiff Achilles der New Zealand Division war auf dem Marsch zur südamerikanischen Westküste.

## Zweiter Weltkrieg

### Südamerika
Die Ajax verließ am 1. September 1939 Rio de Janeiro und lief nach Süden, da künftig Stanley auf den Falkland-Inseln Basis des Kreuzer werden sollte. Zwischen Rio Grande do Sul und dem Río de la Plata versenkte der Kreuzer den deutschen Frachter Olinda (4576 BRT) auf 33°20'N 48°50'W.
Anschließend stoppte Ajax die Carl Fritzen (6594 BRT), die sich der versuchten Aufbringung durch Selbstversenkung entzog.
Die Alliierten erkannten dann, dass sich das deutsche Panzerschiff Admiral Graf Spee im Südatlantik befand und bildeten acht Kampfgruppen zur Jagd auf  das deutsche Schiff. Ajax bildete mit Exeter und Cumberland  (später noch Achilles) östlich von Südamerika die Force G.
Die Suche nach dem deutschen „Raider“ blieb in den nächsten Wochen erfolglos. Mitte September organisierte der britische Befehlshaber Südatlantik, Vizeadmiral D’Oyly Lyon wieder mehrere Suchgruppen im Südatlantik: Force K mit dem Schlachtkreuzer Renown, dem Flugzeugträger Ark Royal und dem Kreuzer Neptune am Kap der Guten Hoffnung war die kampfstärkste Gruppe. Die Kreuzer des Commodore Harwood (Ajax, Achilles, Exeter und Cumberland) operierten als Force G weiter vor den Falkland-Inseln und der Küste Südamerikas. Das U-Boot HMS Clyde und die Zerstörer Hardy, Hostile, Hasty und Hereward patrouillieren auf der Atlantikroute Freetown – Natal, und der Träger Hermes mit den französischen Kreuzern Dupleix und Foch vor Dakar. Der Admiral Graf Spee gelang es dennoch unentdeckt aus dem Indischen Ozean in den Südatlantik zurückzukehren, um sich aus dem Troßschiff Altmark zu versorgen.
Die Admiral Graf Spee versenkte am 2. Dezember zwischen St.Helena und Südafrika den Frachter Doric Star (10.086 BRT, Bj. 1921) und am folgenden Tag die Tairoa (7983 BRT, Bj. 1920) und am 7. südlich von Trinidad noch die Streonshalh (3895 BRT, Bj. 1927). Schon auf die erste Nachricht vom 2. beorderte der Flottenchef Südatlantik die Force H mit den Schweren Kreuzern Shropshire und Sussex auf die Route Kapstadt-St.Helena. Die Force K patrouillierte auf der Route zwischen dem mittleren Südatlantik und Freetown. Force G sammelte sich mit ihren Kreuzern vor der Mündung des La Plata, wobei meist ein Kreuzer vor den Falkland-Inseln verblieb. 

Am 5. Dezember entdeckten Ajax und Cumberland vor der argentinischen Küste den aus Bahía Blanca (Argentinien) nach Norden ausgelaufenen deutschen Frachter Ussukuma (7834 BRT, Bj. 1925), der sich der Kaperung durch die britischen Kreuzer durch Selbstversenkung entzog. Trotz angekündigter Weigerung übernahm Cumberland die in die Boote gegangene Besatzung, die erst auf den Falklands, dann in Südafrika bis zum Kriegsende interniert wurde.
Ajax war dann das Flaggschiff der Force G unter Commodore Henry Harwood in der Seeschlacht vor dem Río de la Plata am 13. Dezember 1939 zwischen dem deutschen Panzerschiff und Harwoods Verband, zu dem noch der Schwere Kreuzer Exeter und die Achilles der New Zealand Squadron gehörten.  Ajax wurde siebenmal getroffen und konnte schließlich nur noch drei ihrer 152-mm-Geschütze einsetzen, verursachte aber auch bedeutende Schäden beim Gegner. Trotz der beiden nicht mehr einsetzbaren Hecktürme, der sieben Toten an Bord und der sehr beschränkten Einsatzbereitschaft, blieb der schwer beschädigte Kreuzer auf Station und verließ erst Ende Januar 1940 Südamerika zur Reparatur in der Heimat. Die Reparatur erfolgte auf der Staatswerft in Chatham. Ab Juli wurde die reparierte Ajax getestet, die einen Drei-Bein-Mast und eine Radaranlage erhalten hatte.

### Mittelmeer

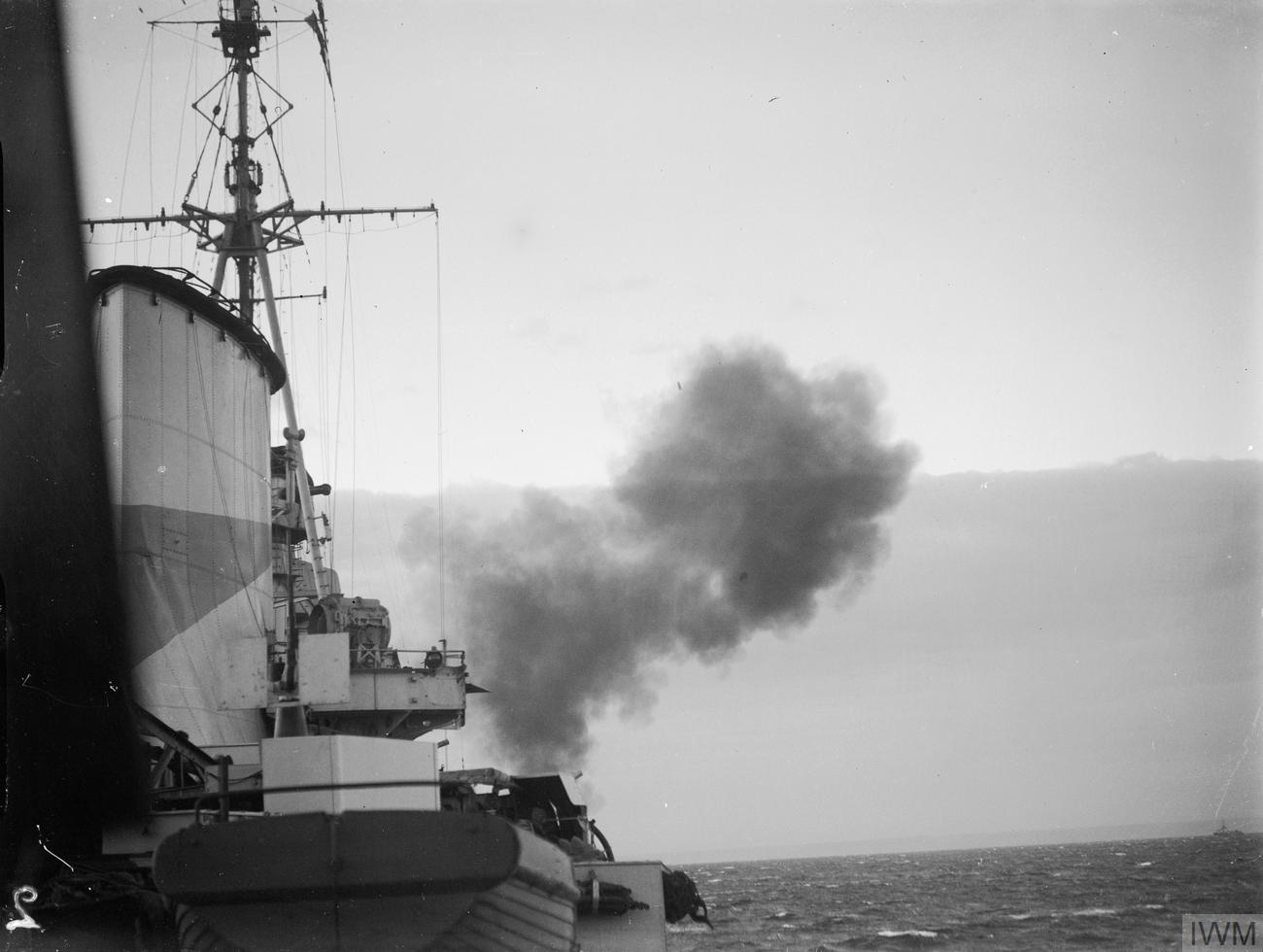
HMS Ajax beschießt Bardia

Mit einem Truppen- und Materialkonvoi verlegte die reparierte Ajax ab August 1940 ins Mittelmeer. Obwohl der Konvoi ursprünglich das Mittelmeer passieren sollte, verlegte er schließlich mit dem Schweren Kreuzer York über Freetown (2. September) und Durban (13.) nach Aden und dann vom 20. bis 23. durch das Rote Meer und den Suezkanal nach Alexandria zum 7. Kreuzer-Geschwader, wo er am 3. Oktober einsatzbereit war.
In der Nacht vom 11. auf den 12. Oktober 1940 griff sie italienische Einheiten an und versenkte die Torpedoboote Airone sowie Ariel der Spica-Klasse und beschädigte den Zerstörer Artigliere der Soldati-Klasse schwer, der später von der York versenkt wurde.
Die Ajax nahm am Angriff auf Tarent teil, einer nächtlichen Unternehmung unter Verwendung des Radiokompass. Im März 1941 nahm sie an der Schlacht bei Kap Matapan teil. Am 21. Mai 1941 erhielt die Ajax einen Treffer von Bomben einer deutschen Ju 87 der III./StG 2 (Hptm. Heinrich Brücker). Bis zum 29. Mai 1941 evakuierte sie Truppen nach der Luftlandeschlacht um Kreta. Am 28. und 29. Mai trafen dabei erneut Bomben die Ajax. Danach deckte sie die Operation Exporter und stieß im November 1941 zur Force K in Malta, wurde aber schon im Februar 1942 wieder abgezogen.

### D-Day und Nachkriegszeit

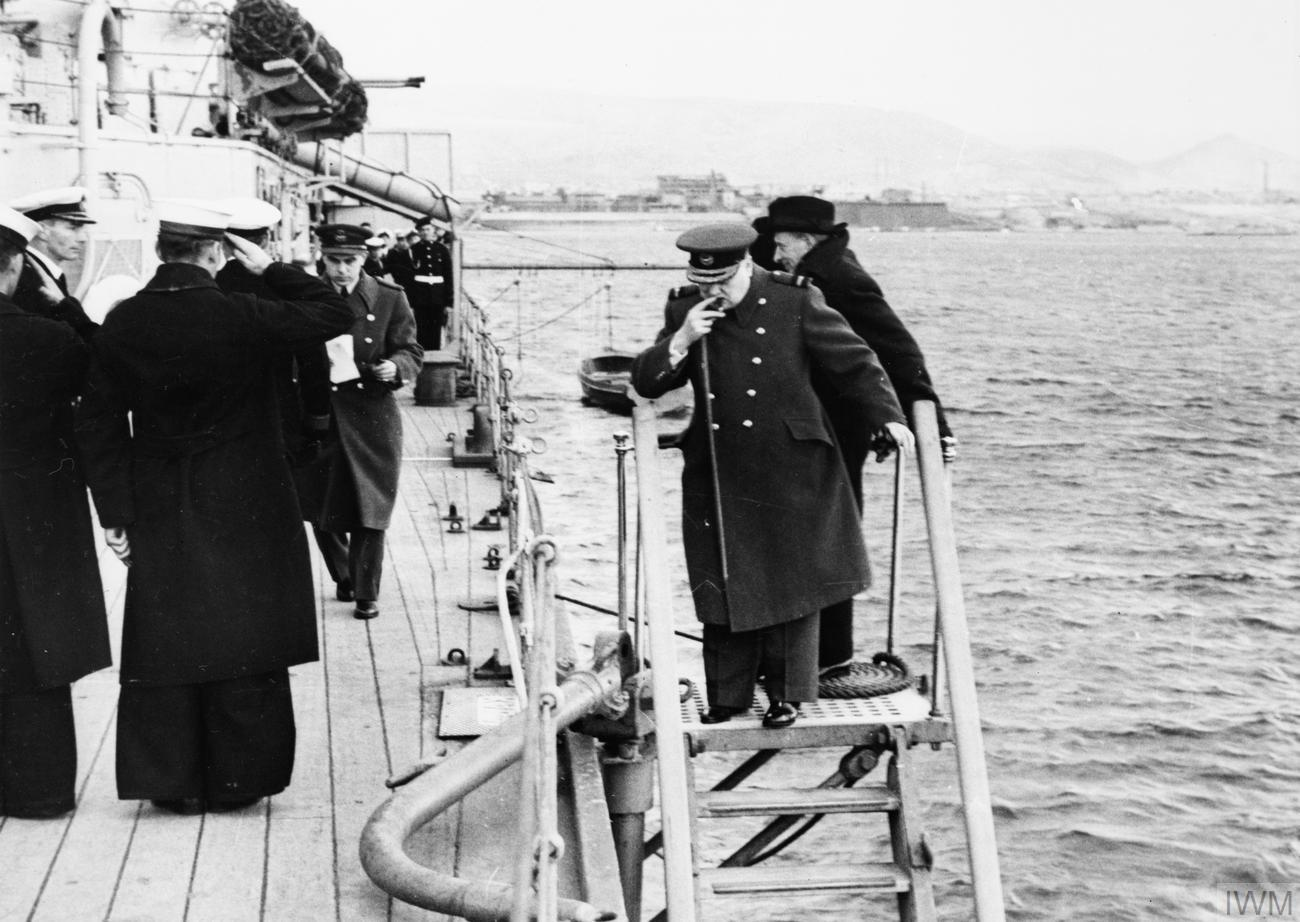
Winston Churchill verlässt die HMS Ajax, um an einer Konferenz in Athen teilzunehmen (28. Dezember 1944)

Der Kreuzer wurde in England von Mai bis Oktober 1942 instand gesetzt. Danach kehrte er in das Mittelmeer zurück, wo er erneut durch Bomben beschädigt wurde. Nach Reparaturen in New York zwischen März und Oktober 1943 wurde die Ajax erneut im Mittelmeer eingesetzt.
Als Teil der Force K beschoss sie Gold Beach während der Operation Overlord, später unterstützte sie die Operation Dragoon. Ajax operierte während der Wiederbesetzung Athens und des Griechischen Bürgerkriegs in der Ägäis.
Nach dem Krieg war die Ajax Teil der Task Force, welche die Fahrt der Exodus beobachtete.
Sie wurde im Februar 1948 außer Dienst gestellt. Sie sollte nach Thailand verkauft werden, aber dieses Geschäft kam nicht zustande. Sie kam am 18. November 1949 in Newport an und wurde im November 1949 verschrottet.

## Gedenken
Die Stadt Ajax in Ontario wurde nach der Seeschlacht vor dem Río de la Plata nach dem Schiff benannt. Die Straßen sind nach Besatzungsmitgliedern benannt. Die „Harwood Avenue“ ist die Haupt-Nord-Süd-Straße der Stadt.
Eine neuseeländische Antarktis-Expedition benannte den 3770 m hohen Mount Ajax in den Admiralitätsbergen nach dem Schiff. Der Ajax-Eisfall auf King George Island ist ebenfalls nach dem Schiff benannt.
Die Überlebenden der HMS Ajax wurden von der chilenischen Regierung später wegen der Hilfe nach dem Erdbeben mit Medaillen ausgezeichnet.